# Fraccionamiento Sobre Ruta 74
Fraccionamiento Sobre Ruta 74 ist eine Ortschaft in Uruguay.

## Geographie
Sie befindet sich im Südwesten des Departamento Canelones in dessen Sektor 16 an der Ruta 74. Das Siedlungsgebiet teilt sich in zwei Teile. Der größere liegt dabei nordwestlich der Stadt Joaquín Suárez, der kleinere im Südosten dieser.

## Einwohner
Die Einwohnerzahl von Fraccionamiento Sobre Ruta 74 beträgt 1.513. (Stand: 2011)
| Jahr | Einwohner |
| ---- | --------- |
| 1963 | -         |
| 1975 | -         |
| 1985 | 828       |
| 1996 | 1.169     |
| 2004 | 1.414     |
| 2011 | 1.513     |

Quelle: Instituto Nacional de Estadística de Uruguay